# Dějiny

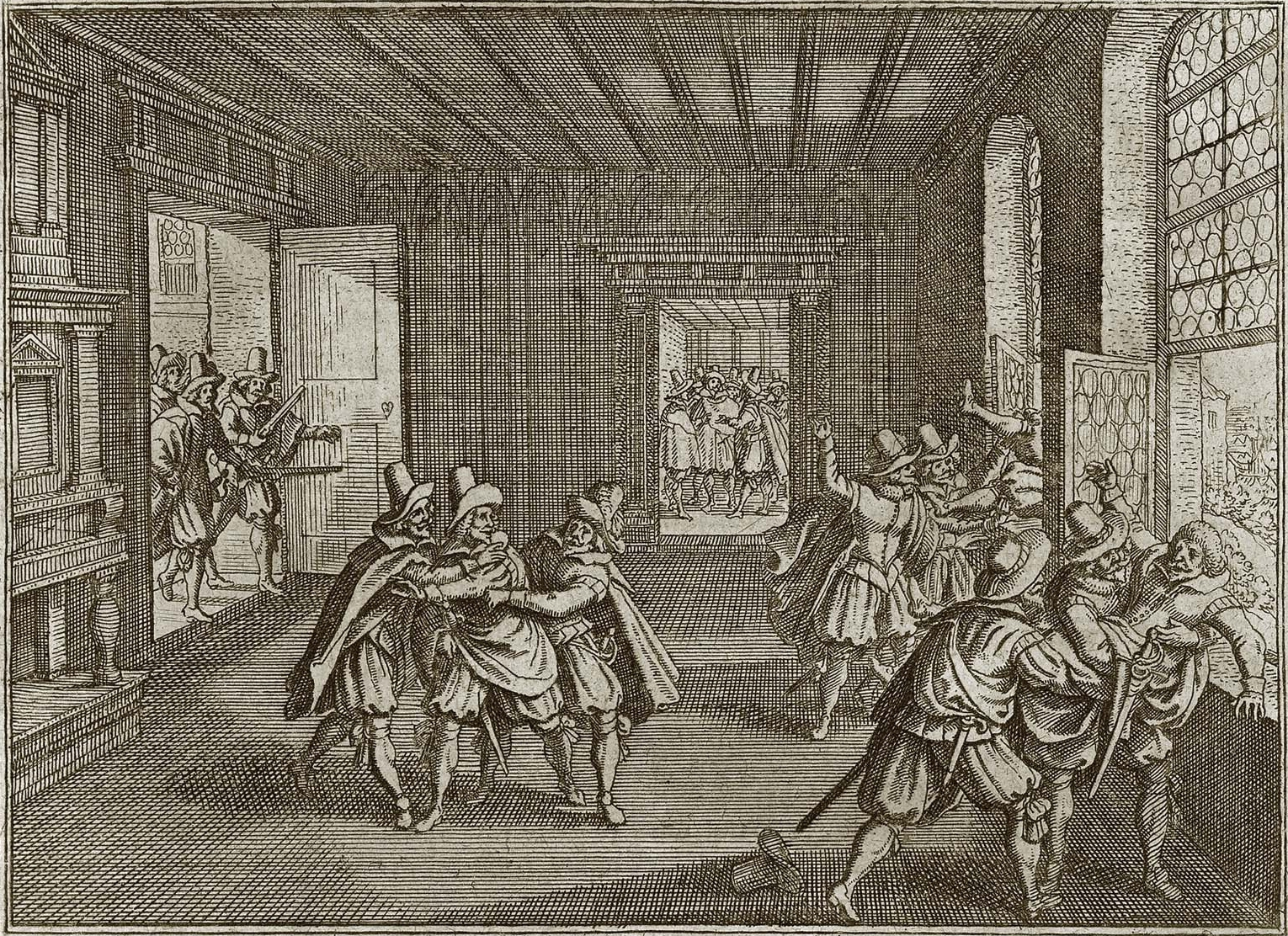
Pražská defenestrace roku 1618, jedna z významných událostí evropských dějin.

Dějiny (v některých kontextech synonymní se slovem historie) jsou obecně ty aspekty minulosti, které si lidé připomínají, přemýšlejí o nich a vykládají je, aby se orientovali v běhu času a pochopili vliv minulosti na svou přítomnost a budoucnost. Dějiny tedy zahrnují jak objektivní, na lidech nezávislou složku toho, co se v minulosti skutečně odehrálo, tak i subjektivní důrazy vycházející ze současné situace lidí, kteří dějiny zkoumají a hledají jejich smysl. V užším pojetí se dějinami rozumí dějiny lidstva od vzniku vyšší civilizace disponující písmem až po nedávnou minulost – takto pojaté dějiny zkoumají především historické vědy, ale i další disciplíny. Dějiny se dále člení jednak na časová období, čemuž se říká periodizace dějin (například rozdělení dějin na starověk, středověk a novověk), a jednak podle oblastí určených buď regiony a skupinami lidí (například dějiny Česka či dějiny Židů) nebo zaměřením na určitou oblast lidské činnosti či lidského myšlení (např. dějiny účetnictví, dějiny umění či dějiny křesťanství).

## Základní rozdělení
Podle vědeckých oborů, které se věnují dějinám, a metod, které se při tom používají, lze rozlišit tři základní způsoby vědeckého pohledu na dějiny:
- Dějiny vesmíru a přírody zkoumají především přírodovědné obory: vznik a vývoj vesmíru například astrofyzika a kosmologie, dějiny Země historická geologie, historii života včetně vzniku lidského druhu paleontologie a evoluční biologie.
- Dějiny lidstva již se zahrnutím kulturních faktorů zkoumá mimo jiné archeologie a etnologie.
- Dějiny vyspělých kultur od vynalezení písma (cca 4. tisíciletí př. n. l.) jsou předmětem historických věd a v dílčích aspektech i dalších disciplín, jako je sociologie, ekonomie a právní věda.

Jednotlivé oblasti výzkumu dějin se ovšem překrývají a doplňují. Navíc je nelze vždy čistě oddělit; například různé skupiny lidí získávaly znalost písma v různých dobách, a tak „vstupovaly do historie“ postupně.

## Filosofie
Snaha vyložit dějinné události a procesy jako jednotný celek a případně najít (nebo naopak vyloučit) celkový smysl dějin, jejich teleologii, je předmětem filosofie dějin. Myšlenka celkového významu a určitého směřování dějin se objevuje již v antice a ve starých náboženských systémech, například v křesťanství jako dějiny spásy – jejichž upřesňování se pak v teologii věnuje podobor dějiny církve. Nejvlivnějším moderním filosofem dějin byl G. W. F. Hegel, podle nějž dějiny znamenají samovývoj světového ducha, který si v lidských dějinách uvědomuje sám sebe. Na hegelovskou teorii navázal zejména marxismus, který hodlá běh dějin usměrnit tak, aby historie lidstva co nejrychleji dosáhla marxisty očekávaného zákonitého dovršení v komunismu.
Dalším okruhem filosofických otázek je problém dějinné kauzality, tedy jaké příčiny vedly k určitým dějinným událostem, a s ním spojená otázka úlohy osobnosti v dějinách – nakolik byly vynikající vůdčí osobnosti tvůrci a nakolik produkty nebo méně významnými součástmi dějů, které jsou s nimi spojovány. Kauzální uvažování souvisí s kontrafaktualitou, tedy představou o tom, co by se stalo, kdyby se dějiny odehrály jinak; a takové uvažování je inspirací i pro autory žánru alternativní historie, založené na rozvedení a uměleckém zpracování alternativních běhů dějin.
Jiným směrem filosofických úvah o dějinách je dějinnost ve smyslu v jakém ji chápal Wilhelm Dilthey: tedy že člověka lze pochopit jen jako zapojeného do dějin, jen jako součást, produkt i spolutvůrce dějin zároveň. Ahistorický, historie zbavený člověk nemůže existovat, aniž by přestal být člověkem. Na toto pojetí dějinnosti lidského bytí navazují existencialismus, fenomenologie a filosofická hermeneutika (Gadamer a jeho model historického vědomí).
Na pomezí filosofie a historické metodologie leží otázka, nakolik a jak lze minulost rekonstruovat pomocí slov. Historické události zahrnovaly mnoho navzájem relativně nezávislých a paralelně se odehrávajících aktivit, například činnosti různých vojáků a jednotek při bitvě. Ty po sobě někdy zanechaly nejrůznější stopy, jež se stávají prameny historického bádání: zápisy všeho druhu, vyobrazení, hmotné pozůstatky bojů na místě bitvy i jinde. Historik pak musí tuto pestrou, nejednoznačnou a nedokonale uchovanou matérii zpracovat do lineárního vyprávění, jež sice může doprovodit reprodukcemi a fotografiemi pramenů, ale jehož hlavním nositelem jsou slova, jež historik volí. Tato slova mohou být více či méně adekvátní svému předmětu (pravdě-podobnost, verisimilitude v popperovském smyslu), nemohou však historii nikdy rekonstruovat plně.

## Zachycení a předávání dějin
Vyprávění a předávání důležitých minulých událostí je univerzální lidská potřeba, která se objevuje u všech kultur a národů. Toto sdílené lidové, předvědecké nebo mimovědecké chápání dějin se označuje kolektivní paměť. Před vznikem písma šlo o ústně tradované obsahy, často legendárního nebo pololegendárního charakteru, z nichž některé mohly později být zachyceny písemně. Příkladem mohou být historické části Starého zákona nebo severské ságy.
Po vzniku písma se jako první záznamy věnované přímo historii objevují oslavy činů panovníků a reků nebo kroniky a anály chronologicky zaznamenávající události, jak k nim docházelo – příkladem jsou čínské Letopisy jar a podzimů nebo mnohem pozdější česká Dalimilova kronika. Brzy však dochází i ke snaze popsat delší časové úseky a širší úseky dějin a rodí se dějepis ve vlastním smyslu. Za otce dějepisu bývá označován Hérodotos, řecký historik pátého století př. n. l.
Moderní historické vědy na Západě mají svoje počátky v úsilí humanistitů o návrat k pramenům (ad fontes), jež znamená počátek systematického a kritického shromažďování antických textů. Metodologie psaní a výkladu dějin byla tehdy ovšem promýšlena i mimo Evropu, třeba v díle arabského dějepisce Ibn Chaldúna. Na novou úroveň vědeckosti se dějepisectví dostalo v 19. století pracemi historiků jako byl Leopold von Ranke, kteří se snažili detailní analytickou a syntetickou prací s dostupnými prameny co nejpřesněji zjistit průběh historických události (Rankeovými slovy „jak to opravdu bylo" – „wie es eigentlich gewesen ist").
Dvacáté století pak rozšířilo záběr historický děl mimo události a osobnosti „velké historie" – bitev, panovníků a revolucí – k více sociologicky, strukturálně pojímanému popisu společností. Směr v tom udali francouzští historikové ve škole Annales, k jejímž přínosům také patří zkoumání dějinných procesů trvajících velmi dlouhou dobu: la longue durée. Další vývoj historické metodologie zahrnuje například na školu Annales navazující novou historii (nouvelle histoire) vzniklou v 70. letech 20. století kladoucí důraz na dějiny mentalit a dějiny idejí, dále přístup mikrohistorie zaměřuje na podrobné zkoumání osudů jednotlivců a malých jednotek, anebo hnutí a metodologii orální historie, zaznamenávající a analyzující vzpomínky pamětníků.

## Kultura paměti a politika dějin
Své dějiny si lidské kolektivy při různých příležitostech a za různými účely připomínají. Způsoby tohoto připomínání ve veřejném prostoru se souhrnně označují jako kultura paměti či kultura vzpomínání (německy Erinnerungskultur). Její důležitou součástí je vztah k takzvaným místům paměti, tedy místům spojovaným s významnými ději minulosti, na nichž pak často vznikají památníky, pomníky nebo muzea. Dále sem patří připomínání výročí různých událostí, ať v podobě jejich oslavy (například všechny české státní svátky) nebo naopak pietní připomínky těch, které jsou považovány za nešťastné (například Mezinárodní den památky obětí holocaustu).
Jako politika dějin čili politika paměti se označuje prezentace dějin vedená politickými zájmy. Jejím cílem je ovlivnit veřejné mínění a historické vědomí společnosti. Má přímý vliv jak na práci samotných historiků, tak i na didaktiku, osnovy a výuku dějepisu, činnost muzeí a památníků, vydavatelskou činnost a další aspekty recepce dějin společností. V mnoha státech včetně Česka byly přijaty zákony o dějinách, definující oficiální postoj k určitým historickým skutečnostem, a v krajních případech, typických pro autoritativní režimy, se provádí cenzura a potlačování historických událostí a osobností (což je známo již ze starověku, např. v Římě jako damnatio memoriae). Historické prameny tak mohou být záměrně ničeny, popírány, překrucovány, fabrikovány a falšovány, a to nejenom státy a státními institucemi, ale i nestátními aktéry, kteří se chtějí proti státní moci prosadit (například českými nacionalisty proti Rakousko-Uhersku ve sporu o Rukopisy anebo popírači holokaustu proti demokratické státní moci po porážce fašismu).
Sám problém popíračství historie, označovaného poněkud nepřesně jako historický revizionismus, a jeho odlišení od legitimního přehodnocování historických událostí na základě seriózního výzkumu, je další výzva soudobé politiky dějin. Řada zemí včetně Česka má zákony, umožňující některé extrémní formy popíračství trestat, tyto zákony však nezbytně omezují svobodu slova, jež patří k podstatným hodnotám moderní demokratické společnosti.
Konkrétními příklady politiky dějin v současnosti a nedávné minulosti je vztyčování a případně bourání pomníků (jen v Praze například Švecův pomník Stalinovi, Bendlův Mariánský sloup či Krybusův pomník Koněvovi a s nimi spojené spory), zakládání, udržování a rušení paměťových institucí, jako jsou muzea (v Česku Národní muzeum a mnohá další), archivy, školy a badatelská pracoviště (například Ústav pro studium totalitních režimů, který má pomoci zpracovat nedemokratickou část moderních dějin Česka), řízení výuky dějepisu a příbuzných oborů na školách nižších stupňů nebo pojmenovávání veřejných prostranství a různých institucí jmény spojenými s dějinami.

## Historické vědomí
Představa o historii (Geschichtsbild) jedince nebo kolektivu, často označovaná jako historické vědomí (s možností záměny s historickým vědomím ve filosofickém smyslu, Geschichtsbewusstsein), je souhrn vědomostí a názorů na dějiny. Formuje se ústním předáváním (například vyprávění starších příbuzných a přátel), výukou dějepisu ve škole, státní politikou dějin (tj. oficiálně podporovanou indoktrinací), vlastním studiem historických pramenů a děl historiků, konzumací uměleckých děl odrážejících dějiny a v moderní době ve značné míře masovými médii, jak publicistikou, tak zábavními pořady na téma historie.
Historie jako zábava (histotainment) se začala prosazovat vynálezem žánru historického románu na počátku 19. století Walterem Scottem (jeho román Waverley vznikl roku 1814). Pozdní devatenácté a rané dvacáté století bylo zlatým věkem tohoto žánru, přičemž umělecká literatura často zpracovávala dějinné události tak, aby pomáhala nacionalistickým politickým snahám – v českém prostředí se klasikem tohoto typu umění stal Alois Jirásek. Vedle scottovského „seriózního" historického románu se objevily i jiné literární žánry, věnované historii, například historický dobrodružný román (jako Dumasovi Tři mušketýři, 1844), historická detektivka (například van Gulikovy příběhy Soudce Ti ze staročínského prostředí, psané v 50. a 60. letech 20. století) nebo komiks s historickými náměty (třeba Spiegelmanův Maus, 1980–1991, nebo parodické Opráski sčeskí historje, vznikající od roku 2012).
Počátkem 20. století nastoupil historický film, umožňující zprostředkovat dějinné události masovému publiku. Děje se tak ovšem ve zjednodušené, romantizované a často překroucené podobě; již jeden z prvních významných historických filmů Zrození národa režiséra D. W. Griffitha (1914/15) vyvolal dlouhotrvající kontroverze svou adorací otrokářství na americkém Jihu; a na opačném pólu politického spektra o deset let později následoval kinematograficky stejně přelomový Ejzenštejnův Křižník Potěmkin (1925). Obvykle však diváci chodili do kina na historické filmy nabízející romantickou nebo dobrodružnou podívanou v nádherných kulisách minulosti, k jakým patřila třeba Mankiewiczova Kleopatra (1963).
Po polovině 20. století se rozšířila televize, mimo jiné produkující televizní seriály na historická témata (v Česku byl populární například seriál z doby národního obrození F. L. Věk, natočený roku 1970). Počítačové hry bývaly zprvu zasazovány spíše do futuristických či pohádkových kulis, na počátku 80. let 20. století však objevily historické prvky a motivy. Raným příkladem mohou být strategické počítačové hry žánru wargame, zjednodušeně rekonstruující průběh historických bitev. Zatímco některé videohry berou historické prvky jen jako exotickou kulisu a nevyhýbají se anachronismům, objevily se také hry historicky věrnější, snažící se například zábavnou formou modelovat některé aspekty historického vývoje (jako série Civilization Sida Meyera) nebo co nejvěrněji evokovat realitu určité doby (třeba česká hra Kingdom Come: Deliverance zasazená do začátku 15. století).